# 蕭靜
蕭靜（6世紀—549年），字安仁，南蘭陵郡蘭陵縣（今江蘇省常州市武進區）人，南朝梁宗室，南平元襄王蕭偉之孫，衡山僖侯蕭恭之子。

## 生平
蕭靜初以衡山侯蕭恭嗣子的身份拜衡山世子，後歷官太子舍人、東宮領直、丹楊尹丞、給事黃門侍郎，深得皇太子蕭綱的賞識。太清三年（549年），蕭靜去世，追贈侍中。

## 品行
蕭靜有美名，被稱為宗室後進。其頗具文才，篤志好學。身為宗室，錢財富足，因而得以多聚經史，常常親自校勘書籍。因蕭靜美名在外，何敬容想把女兒嫁給他，但蕭靜忌其太盛，拒絕了婚事，時論皆以此佩服其舉。但另一方面，蕭靜卻喜好戲笑，常貶低他人，時論又以此輕視其舉。